# August Frederik af Slesvig-Holsten-Gottorp
August Frederik af Slesvig-Holsten-Gottorp (tysk: August Friedrich) (6. maj 1646–2. oktober 1705) var et medlem af fyrstehuset Slesvig-Holsten-Gottorp, der var fyrstbiskop af Lübeck fra 1666 til 1705. Han var en yngre søn af Hertug Frederik 3. af Slesvig-Holsten-Gottorp i hans ægteskab med Marie Elisabeth af Sachsen.